# Enrico Scarampi

Stemma Scarampi

Enrico Scarampi (Cortemilia o Roccaverano, 1355 circa – Feltre, 29 settembre 1440) è stato un vescovo cattolico italiano.

## Biografia
Enrico Scarampi è stato un importante uomo di chiesa, mediatore tra papi e imperatori e  considerato beato per la sua "rara dottrina nel concilio di Costanza". Appare nei documenti nel 1396 come vescovo di Acqui. Nel 1406 divenne vescovo di Feltre e Belluno. Partecipò al conclave del 1417 che elesse il cardinale Oddone Colonna al soglio pontificio, come papa Martino V: questi lo nominò tesoriere della Camera Apostolica. Fu uno dei quattordici membri del comitato della riforma del Concilio di Costanza (1414-1418), dove sostenne il principio della supremazia papale sul potere conciliare, e fu anche il direttore spirituale della beata Margherita di Savoia. Morì nel 1440.
Enrico Scarampi nasce da Oddone, o Oddonino, Scarampi, signore di Cortemilia.

## Successione apostolica
La successione apostolica è:
- Pseudocardinale Alessandro di Masovia (1425)